# Premio Internacional de Literatura de Viajes Camino del Cid
El Premio Internacional de Literatura de Viajes Camino del Cid es un galardón puesto en marcha por el Consorcio Camino del Cid en el año 2007, que tiene como objetivo fomentar la lectura de libros de viaje a través de la concesión de un premio anual.
Establecer un premio de estas características encaja con la filosofía del Consorcio Camino del Cid. El Camino del Cid está basado en el Cantar de mío Cid, una de las mayores obras clásicas de la literatura europea y que narra, precisamente, un viaje: el de Rodrigo Díaz a través de la España medieval. 
Este galardón es único en España ya que, por un lado, premia al mejor libro de literatura de viajes ya editado y, por otro, logra la implicación de las librerías de las provincias que integran el Camino del Cid: Burgos, Soria, Guadalajara, Zaragoza, Teruel, Castellón, Valencia y Alicante cuya participación es decisiva para la elección de los libros finalistas. De esta forma, el Consorcio Camino del Cid pretende destacar el papel de los libreros como divulgadores culturales.
El galardón premia tanto al autor como a la editorial responsable de la publicación del libro.

## Galardonados con el Premio Internacional de Literatura de Viajes Camino del Cid
- 2012: Socotra, la isla de los genios. Jordi Esteva. Editorial: Atalanta ediciones
- 2011: La aventura del Muni. Miguel Gutiérrez Garitano. Editorial: Ikusager ediciones
- 2010: Apacherías del Salvaje Oeste. Javier Lucini. Editorial: Mono Azul Editora
- 2009: La huella de Babur. A pie por Afganistán (The places in between). Rory Stewart. Editorial: Alcalá Grupo Editorial
- 2008: Hijos del Monzón. David Jiménez. Editorial Kailas

## Jurado
El Consorcio Camino del Cid cuenta para la selección de las obras con un jurado independiente formado por especialistas de reconocido prestigio por su trayectoria narrativa y viajera.
- Jurado 2012: Rosa María Calaf (presidenta), Luis Alberto de Cuenca, Jacinto Antón y Miguel Gutiérrez Garitano.
- Jurado 2011: Rosa María Calaf (presidenta), Lorenzo Silva, Óscar Esquivias y Ángel Martínez Bermejo.
- Jurado 2010: Javier Reverte (presidente), Sebastián Álvaro y Jordi Esteva.
- Jurado 2009: Javier Reverte (presidente), Rosa María Calaf y Carlos García Gual.
- Jurado 2008: Javier Reverte (presidente), Jon Sistiaga y Eduardo Jordá.

- Datos: Q6084526